# Гювен, Лейла
Лейла Гювен (тур. Leyla Güven; род. 6 мая 1964, Джиханбейли) — турецкий левый политик, депутат Демократической партии народов (HDP) от Хаккари, сопредседатель Конгресса демократического общества и бывший мэр муниципалитета Вираншехир в иле Шанлыурфа в Юго-Восточной Анатолии, где она представляла бывшую Партию демократического общества (DTP).

## Политическая карьера
Будучи седьмым и самым младшим ребёнком в курдской семье, Гювен вступила в брак по договорённости, в котором у неё было двое детей, которых она воспитывала одна. В 1980 году она переехала в Германию по семейным обстоятельствам, вернувшись в Турцию в 1985 году.
В 1994 году она основала отделение Партии народной демократии (HADEP) в Конье. Она в течение нескольких лет занимала место председателя провинциального женского отделения HADEP, пока партия не была распущена в 2003 году. Эта работа сопровождалась для неё многочисленными столкновениями с властями. В 2000 году Гювен была арестована во время демонстрации HADEP. Она была избрана мэром Кючюкдикили (Адана), на местных выборах 2004 года, когда она баллотировалась в качестве кандидата от Социал-демократической народной партии (SHP).
В 2006 году Лейла Гювен вновь подверглась судебному преследованию как одна из подписавших петицию Рож ТВ к датскому премьер-министру. В октябре 2007 года она была одним из пяти мэров, арестованных за выражение солидарности с арестованным мэром Османом Кесером. 20 мая 2008 года она была одним из подписантов «призыва к мирному урегулированию курдского вопроса в Турции», опубликованного в журнале «International Herald Tribune».
В 2009 году на местных выборах в Турции Гювен была избрана мэром Вираншехира. Она была назначена членом Конгресса местных и региональных властей Европы в сентябре 2009 года и была ключевым оратором во время дебатов пленарной сессии Конгресса, 14 октября 2009 года, посвящённых состоянию местной демократии в Юго-Восточной Анатолии.
24 декабря 2009 года Гювен была задержана в ходе масштабных гонений на курдских политиков. Суд над ней начался в октябре 2010 года. Комментируя эти аресты, глава представительства BBC в Стамбуле предположил, что турецкие прокуроры «закрывают и без того ограниченные возможности для диалога между государством и его крупнейшим меньшинством». В мае 2010 года комиссар Совета Европы по правам человека Томас Хаммарберг посетил её в тюрьме в Диярбакыре и выступил с заявлением, в котором выразил свою озабоченность по поводу продолжающегося содержания под стражей такого большого количества курдских местных избранных представителей.
В июле 2014 года, после четырёх лет содержания под стражей, Гювен была освобождена вместе с 30 другими местными избранными представителями, содержавшимися в Диярбакыре. 26 марта 2016 года она была избрана сопредседателем Конгресса демократического общества вместе с Хатипом Диджле.
22 января 2018 года Гювен была задержана, а через девять дней арестована за критику турецкой военной операции «Оливковая ветвь» в Африне. Утверждалось, что Конгресс демократического общества, сопредседателем которого она была, является частью Союза общин Курдистана, и поэтому её обвинили в создании и руководстве запрещённой организацией.
На парламентских выборах 24 июня 2018 года Гювен была избрана депутатом парламента от Хаккари. Согласно закону, будучи членом парламента, она была наделена иммунитетом, и решение о её освобождении было выдано судьей 29 июня 2018 года. Обвинение подало апелляцию и решение было отложено до того времени, пока оно не было подтверждено.

## Голодовка

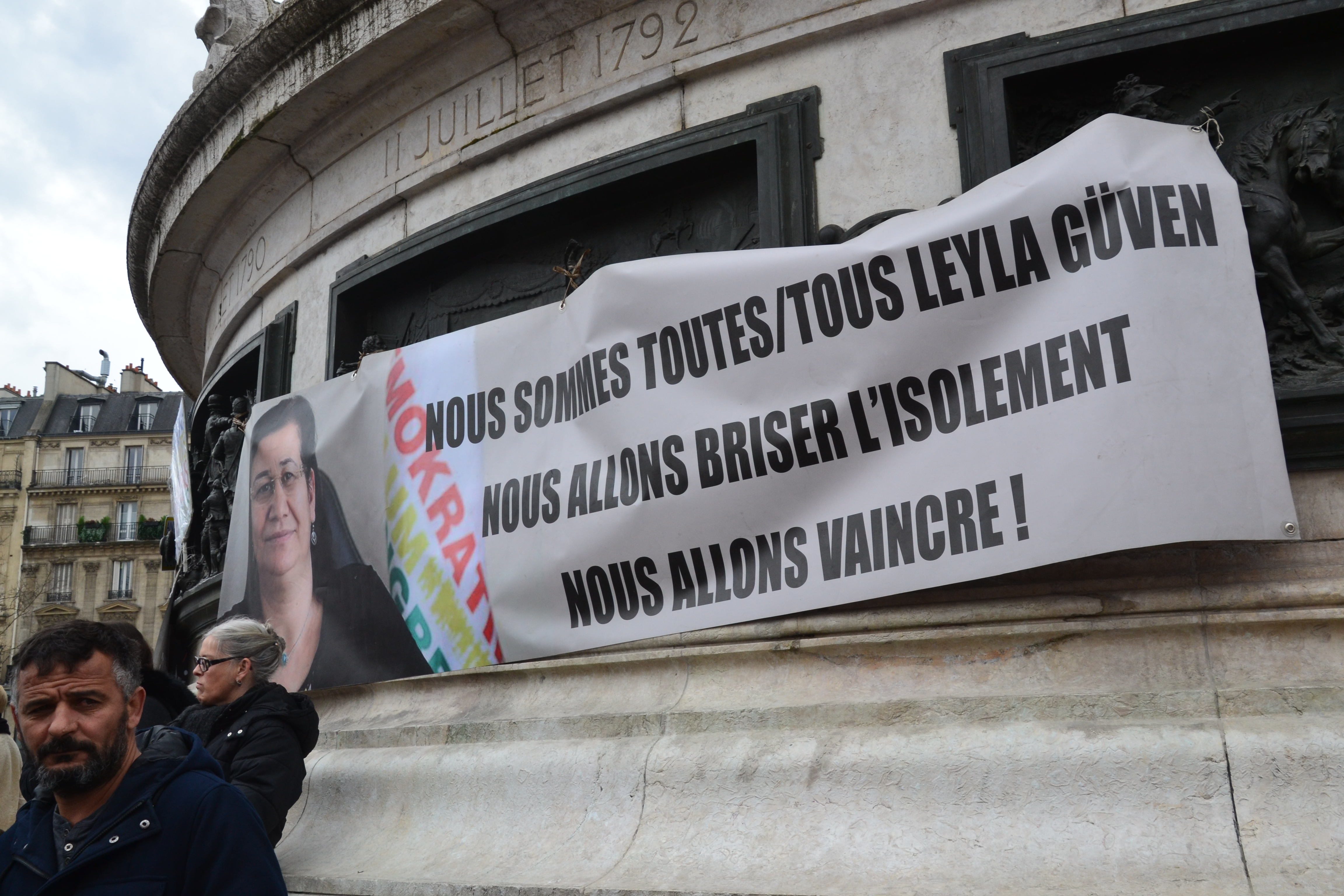
Протест во время голодовки Лейлы Гювен

7 ноября 2018 года Гювен объявила голодовку в знак протеста против изоляции Абдуллы Оджалана, который был заключён в тюрьму на острове Имралы. Около 250 политических заключённых присоединились к Гювен с бессрочной голодовкой. Во время голодовки она употребляла только витамин В, а также солёные и сладкие жидкости. 25 января 2019 года, спустя 79 дней, Гювен была освобождена, но она заявила, что продолжит голодовку, поскольку её целью было не собственное освобождение, а освобождение Оджалана. 4 февраля 2019 года ей было присвоено почётное гражданство Парижа. 26 мая 2019 года она объявила, что прекратит свою голодовку в связи с окончанием изоляции Оджалана.